# Weyerbusch

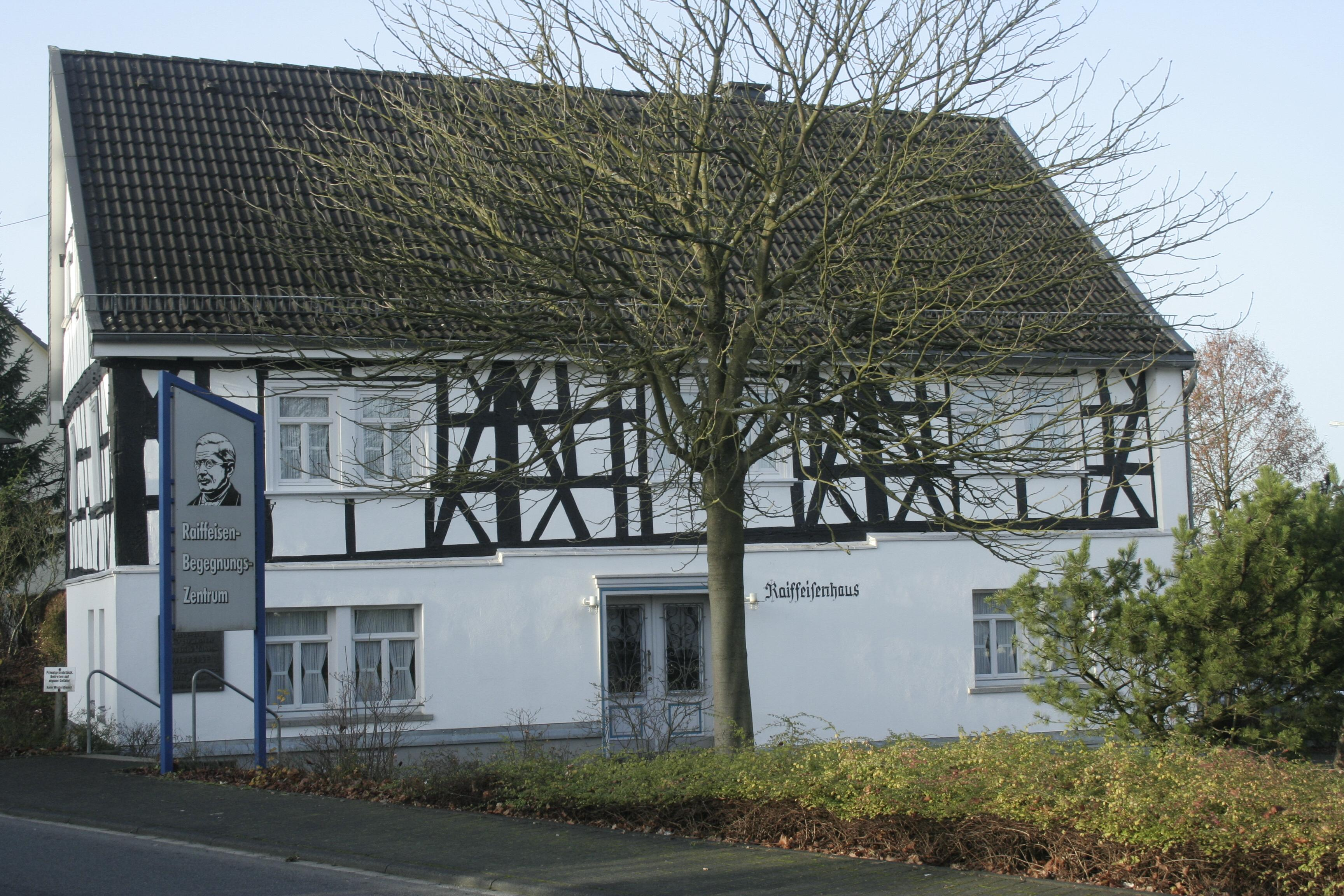
Raiffeisenhaus und Begegnungszentrum

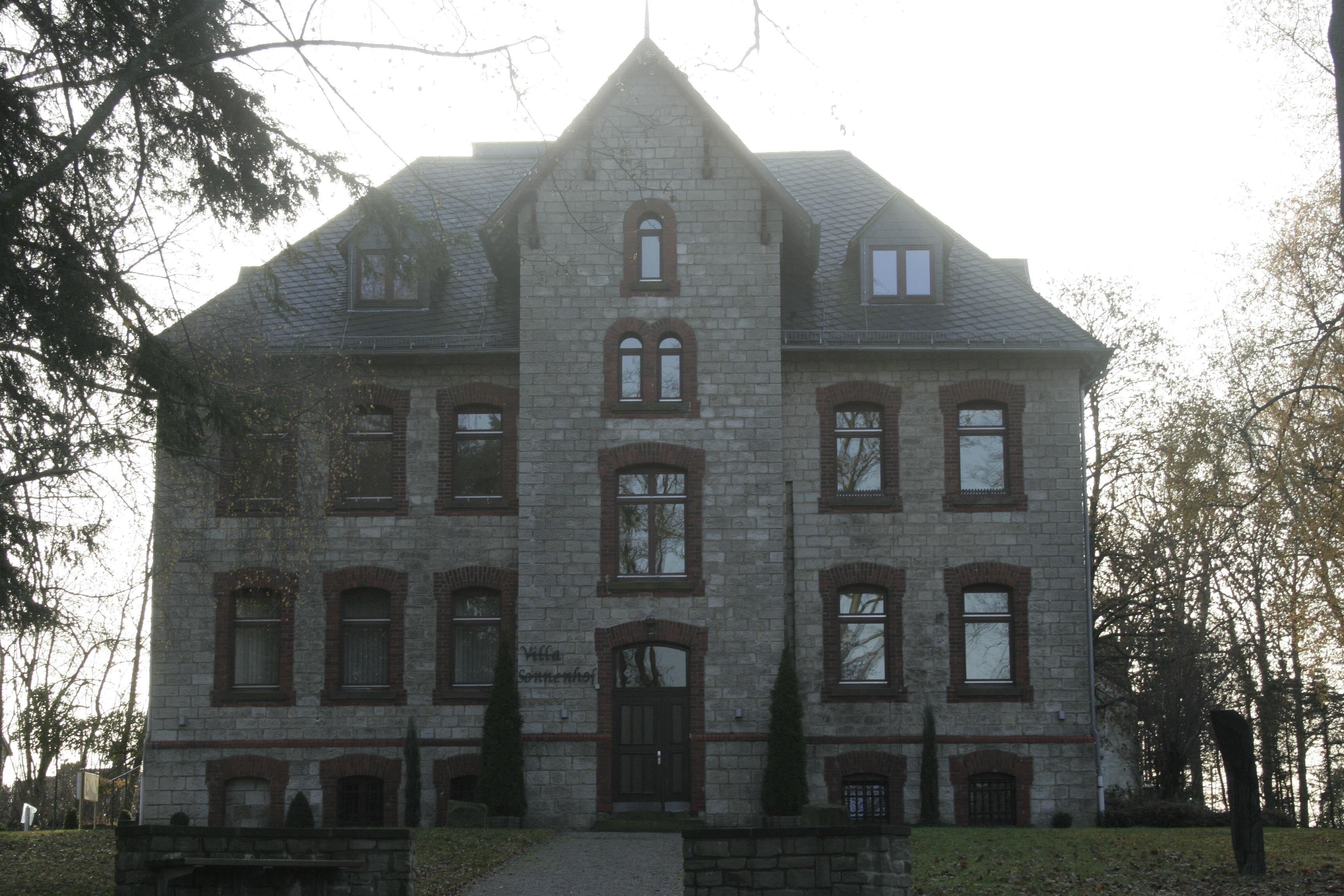
Altes Rathaus von Weyerbusch, jetzt Villa Sonnenhof

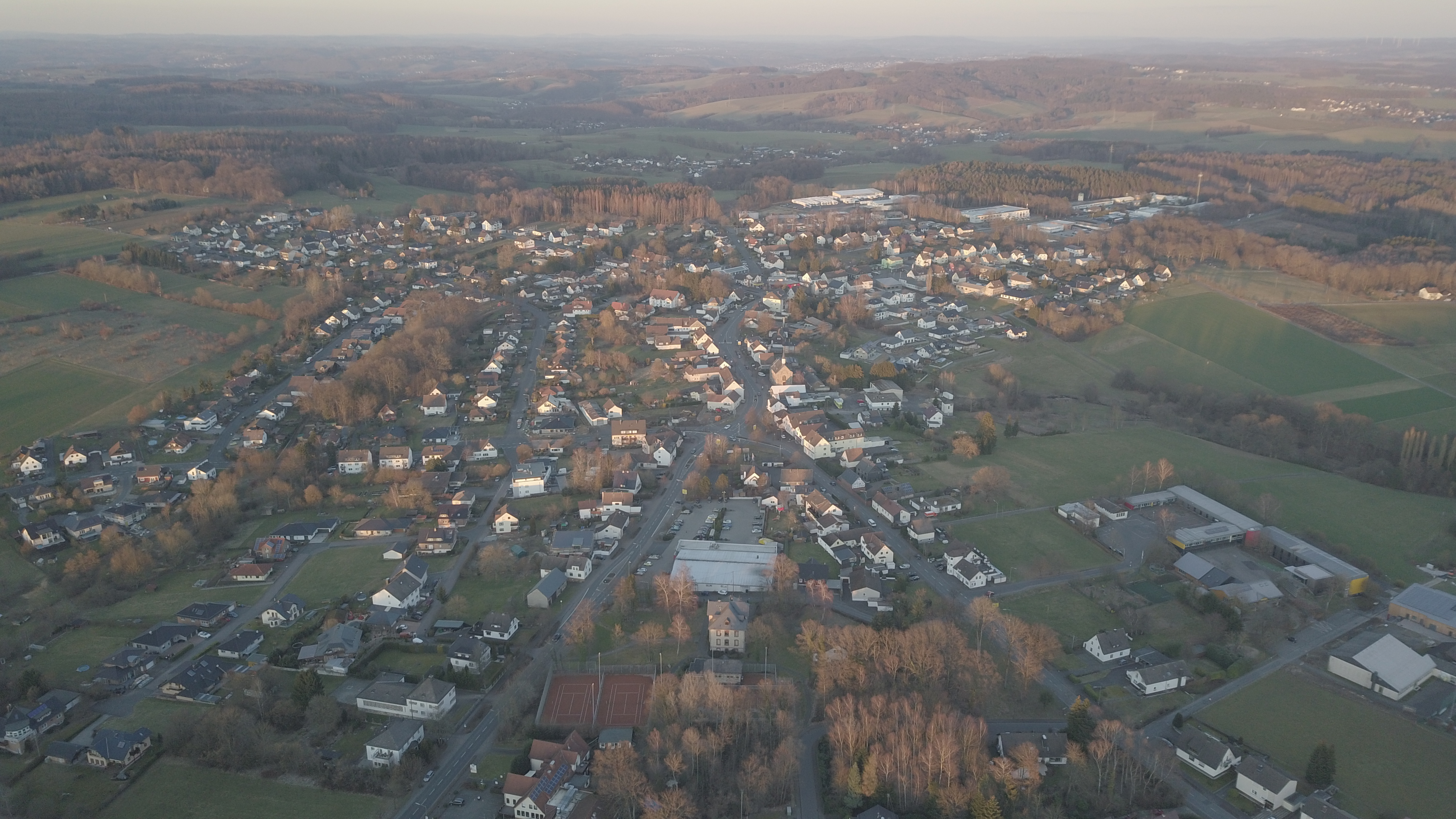
Luftbild von Weyerbusch

Weyerbusch ist eine Ortsgemeinde im Landkreis Altenkirchen (Westerwald) in Rheinland-Pfalz. Sie gehört der Verbandsgemeinde Altenkirchen-Flammersfeld an. Weyerbusch ist ein staatlich anerkannter Luftkurort.

## Geographische Lage
Weyerbusch liegt auf der Altenkirchener Hochfläche im nördlichen Westerwald. Durch den Ort verläuft die Bundesstraße 8, die hier dem Verlauf der historischen Cölnische Hohe Heer- und Geleitstraße von Köln nach Frankfurt entspricht. Etwa sieben Kilometer östlich liegt die Kreisstadt Altenkirchen. Zu Weyerbusch gehören die Ortsteile Hilkhausen (Ortsbezirk), Irlen und Wiesplacken. Höchste Erhebung ist der Asberg mit 334 m ü. NHN.

## Geschichte

### Weyerbusch
Da Weyerbusch an einer Wasserscheide und nicht, wie die umliegenden Gemeinden, an Fließgewässern liegt, dürfte die Besiedlung erst später (als etwa vom benachbarten Hilkhausen) erfolgt sein. Alte Flurnamen wie „In der Hofwiese“ lassen vermuten, dass ein einzelnes Gehöft Ausgangspunkt der Besiedlung war; namensgebend waren Weiher, die aber alle in späterer Zeit zugeschüttet worden sind. Die weitere Besiedlung orientierte sich an der Durchgangsstraße, wodurch Weyerbusch von Anfang an ein Straßendorf war; Handwerker, Schmiede und Stellmacher siedelten sich an.
Weyerbusch gehörte zum Kirchspiel Birnbach in der Grafschaft Sayn, zuletzt Sayn-Altenkirchen, und wurde erstmals 1593 urkundlich erwähnt. Weyerbusch war eine Poststation derer von Thurn und Taxis auf der seit dem frühen Mittelalter bekannten Cölnischen Hohen Heer- und Geleitstraße, einer bedeutenden Handelsroute zwischen Köln und Frankfurt.
Im Jahr 1578 standen im Ort drei Höfe; nach dem Dreißigjährigen Krieg waren es bereits sieben Höfe. Im Jahr 1793 hatte der Ort lediglich 102 Einwohner, weniger als umliegende Orte wie Hasselbach, Birnbach oder Werkhausen. 1853 zählte man aber bereits 242 Einwohner.
Im Jahre 1806 kam die Grafschaft Sayn-Altenkirchen und damit Weyerbusch zum Herzogtum Nassau und 1815 zum Königreich Preußen. Unter der preußischen Verwaltung wurde Weyerbusch 1817 Sitz der Bürgermeisterei Weyerbusch innerhalb des damals neuen Kreises Altenkirchen. Als Nachfolger der Bürgermeisterei bestand ab 1927 das Amt Weyerbusch, aus dem im Rahmen der Verwaltungsreform in Rheinland-Pfalz vorübergehend die Verbandsgemeinde Weyerbusch gebildet wurde, die 1970 der Verbandsgemeinde Altenkirchen zugeordnet wurde.
Von 1845 bis 1848 war Friedrich Wilhelm Raiffeisen Bürgermeister in Weyerbusch. In dieser Zeit gründete er eine Genossenschaft, aus der die bis heute bestehenden Genossenschaftsbanken entstanden sind. Am 1. Mai 1969 wurde die bis dahin selbständige Gemeinde Hilkhausen eingemeindet.
Schon Raiffeisen war bemüht, gemeindeeigenes Land an Bauwillige zu günstigen Preisen zu verkaufen. Diese Politik wurde bis in die heutige Zeit konsequent fortgesetzt, indem die Gemeinde Land aufkaufte, um es als Bauland zu erschließen. So entstanden nach dem Zweiten Weltkrieg Baugebiete wie „Am Alten Born“ oder „Am Seifen“. Durch das starke Wachstum der Gemeinde verfügt Weyerbusch inzwischen über Arztpraxen, eine Apotheke, eine Drogerie, Banken, Gewerbebetriebe, Pensionen, eine kirchliche Sozialstation und weitere Organisationen, was die Ortsgemeinde die Kriterien einer Mittelpunktgemeinde erfüllen lässt.

### Hilkhausen
Die ehemals selbständige Gemeinde Hilkhausen, deren Namensendung -hausen auf eine frühe Besiedlung im 7. Jahrhundert hinweist, hieß in früheren Zeiten Hylighusen und Hilkenhusen. Der Ort wird erstmals im Mirakelbuch von Hilgenroth 1427 erwähnt. um das Jahr 1600 gab es 13 Feuerstellen (= Häuser); die Zahl der Einwohner stieg um 1800 auf 113, 1840 auf 159, 1871 auf 179, 1939 fiel sie auf 124 und 1950 betrug sie 166, bedingt durch den Zuzug von Heimatvertriebenen.

### Bevölkerungsentwicklung
Die Entwicklung der Einwohnerzahl von Weyerbusch, die Werte von 1871 bis 1987 beruhen auf Volkszählungen:
| Jahr | Einwohner |
| ---- | --------- |
| 1815 | 241       |
| 1835 | 341       |
| 1871 | 420       |
| 1905 | 482       |
| 1939 | 504       |
| 1950 | 613       |
| 1961 | 907       |

| Jahr | Einwohner |
| ---- | --------- |
| 1970 | 1.078     |
| 1987 | 1.138     |
| 1997 | 1.423     |
| 2005 | 1.450     |
| 2011 | 1.372     |
| 2017 | 1.373     |
| 2023 | 1.442     |

## Religion
Neben den beiden Landeskirchen (Katholische und Evangelische) ist auch eine Freikirchliche Evangelikale Gemeinde vertreten, das Evangeliumschristen-Baptisten-Missionswerk e. V.

## Politik

### Gemeinderat
Der Gemeinderat in Weyerbusch besteht aus 16 Ratsmitgliedern, die bei der Kommunalwahl am 9. Juni 2024 in einer personalisierten Verhältniswahl gewählt wurden, und dem ehrenamtlichen Ortsbürgermeister als Vorsitzendem. Die 16 Sitze im Gemeinderat verteilen sich auf zwei Wählergruppen.

### Bürgermeister
Max Weller wurde im Jahr 2024 Ortsbürgermeister von Weyerbusch. Bei der Direktwahl am 9. Juni 2024 wurde er mit einem Stimmenanteil von 57,2 % gewählt und am 12. September 2024 ernannt, vereidigt und in sein Amt eingeführt. Vorgänger von Max Weller war Dietmar Winhold, der das Amt 10 Jahre lang ausübte.

### Ortsbezirk Hilkhausen
Die Ortsgemeinde Weyerbusch hat mit Hilkhausen einen Ortsbezirk gebildet. Auf die Wahl eines Ortsbeirats wird laut Festlegung in der Hauptsatzung verzichtet.
Guido Barth wurde am 12. September 2024 erneut Ortsvorsteher von Hilkhausen.

## Kultur und Sehenswürdigkeiten

### Bauwerke
Weyerbusch hat einige unter Denkmalschutz gestellte Kulturdenkmäler.
- ehemalige Raiffeisen-Bürgermeisterei, ein Fachwerkbau aus dem 18. Jahrhundert
- katholische Kirche St. Josef, ein aus Bruchstein errichteter neugotischer Saalbau, gebaut Ende des 19. Jahrhunderts
- Preußischer Meilenstein an der ehemaligen Fernstraße von Köln nach Frankfurt (heute Bundesstraße 8)

Eine weitere Sehenswürdigkeit ist das Depositum, Im Bruch 3, Weyerbusch. In den als Schaulager für die Stiftung Wortelkamp konzipierten Räumen finden seit ihrer Einweihung 2009 Ausstellung und Konzerte statt. 2011 wurde das vom Leipziger Architekturbüro quartier vier entworfene Gebäude mit dem 1. Preis des Architekturpreises Rheinland-Pfalz ausgezeichnet.

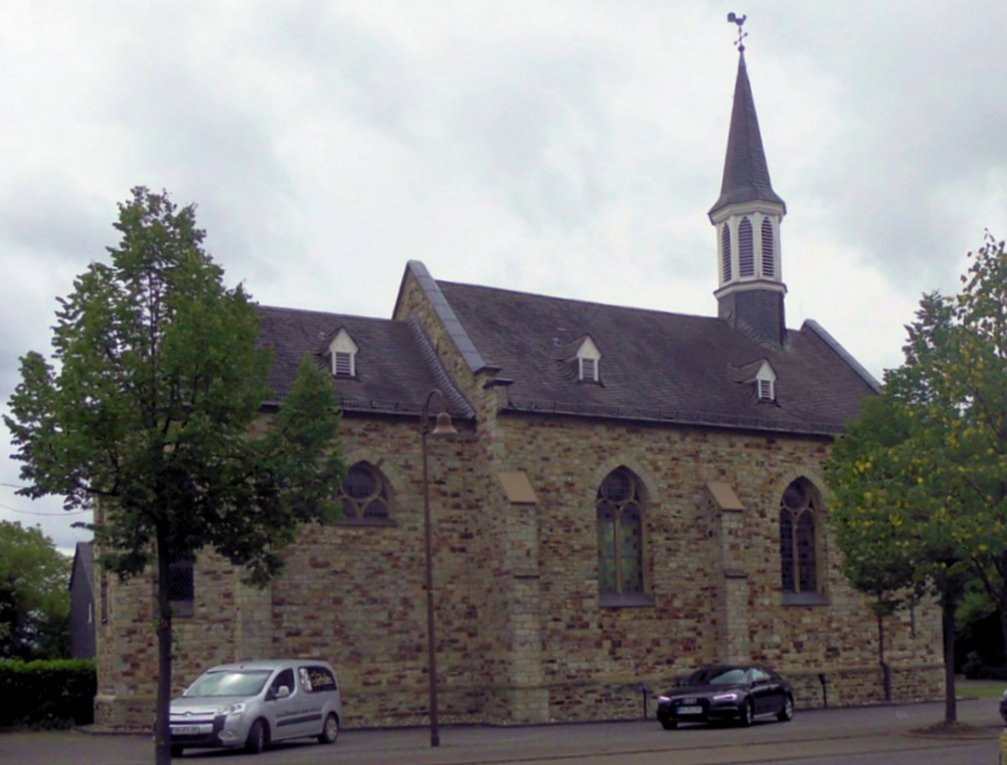
Kirche St. Josef
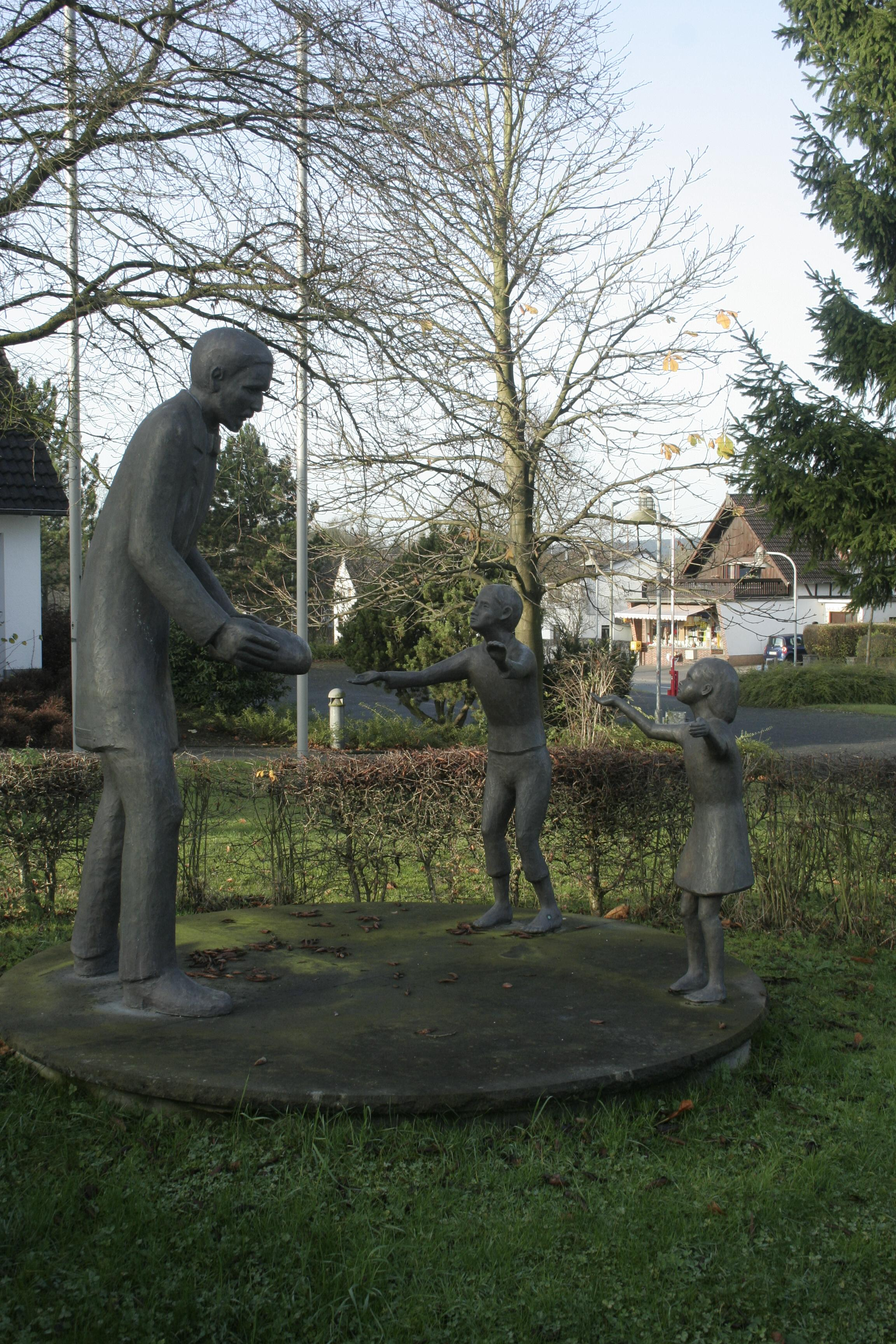
Raiffeisendenkmal
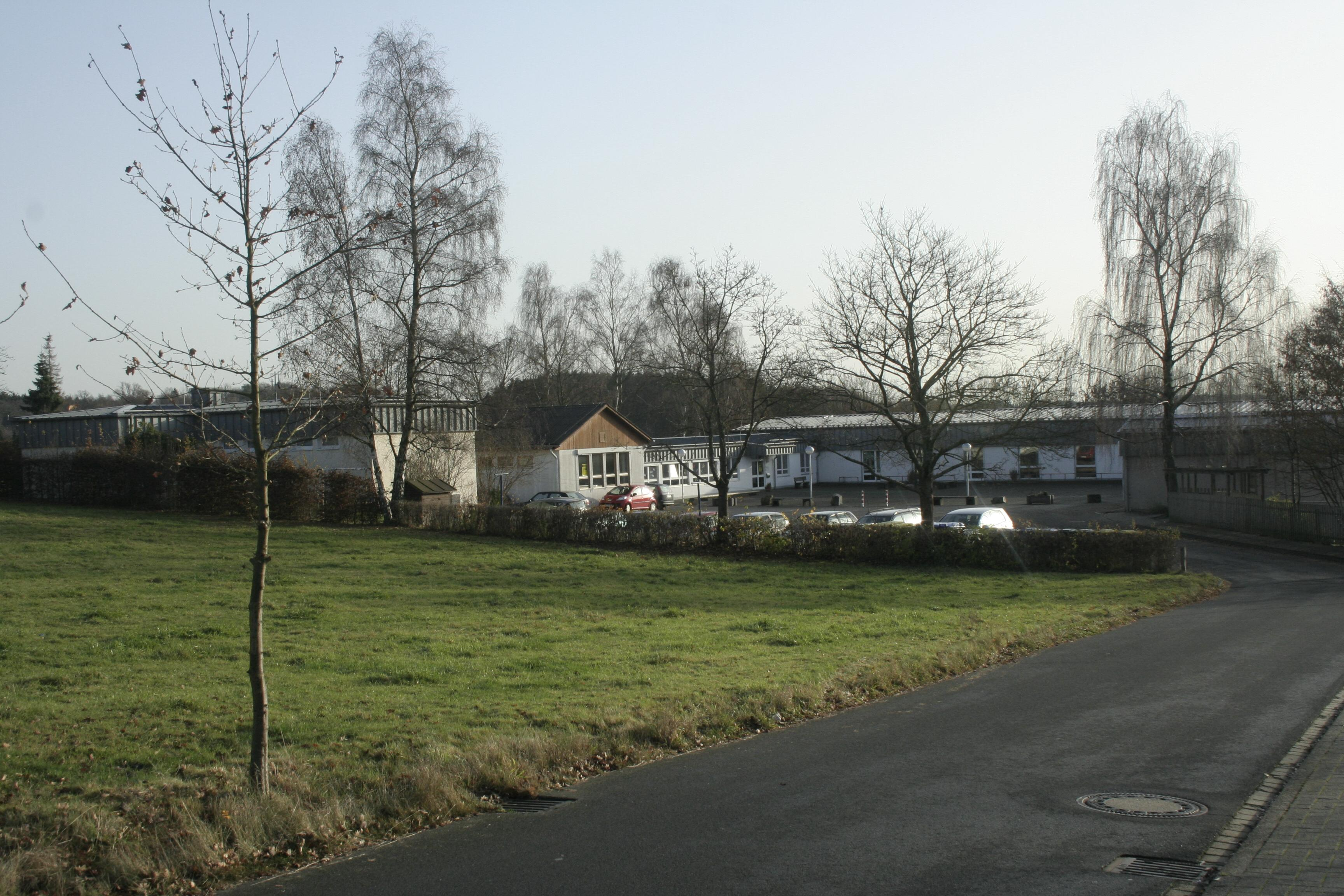
Bürgermeister-Raiffeisen-Schule (Grundschule)
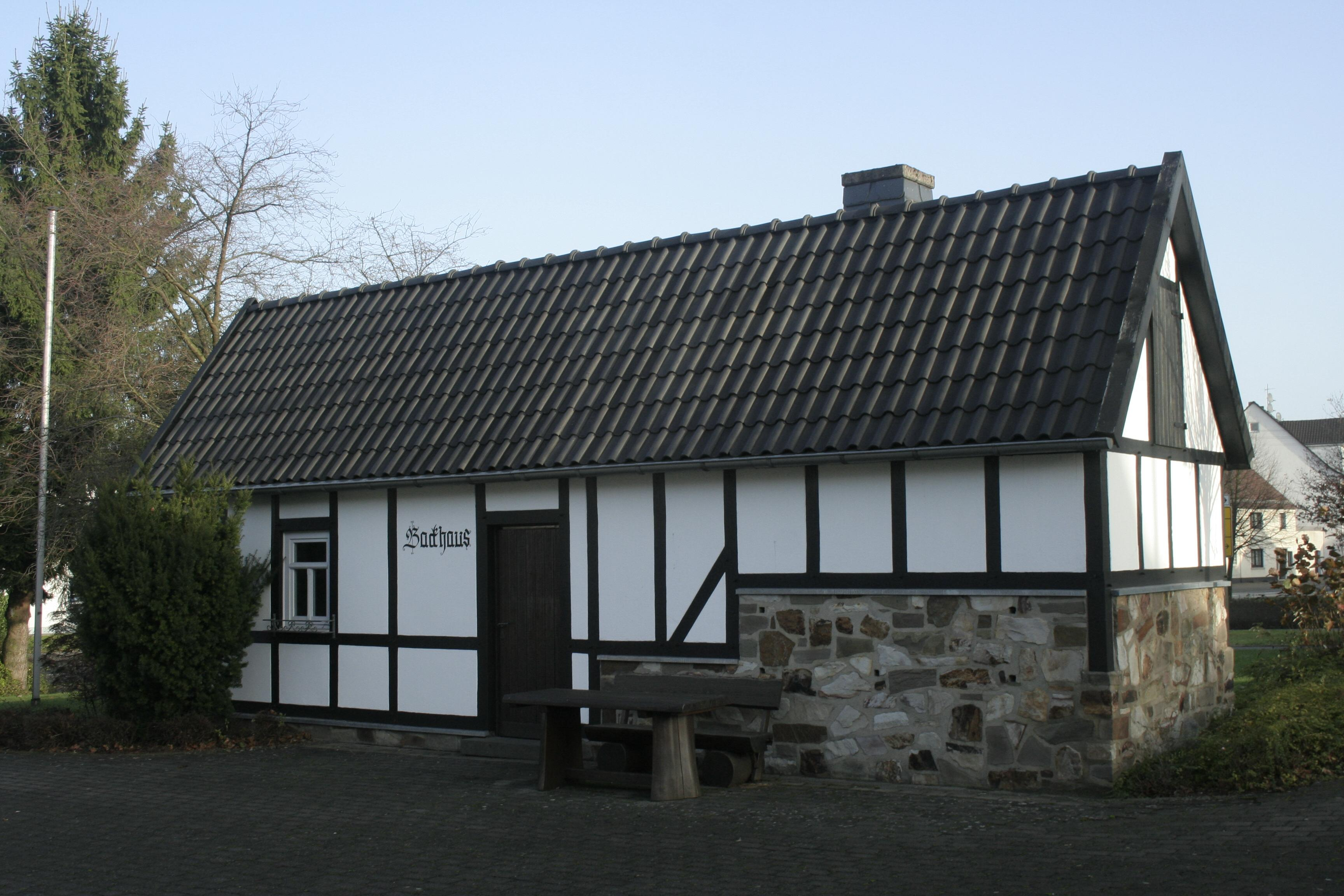
Altes Backhaus
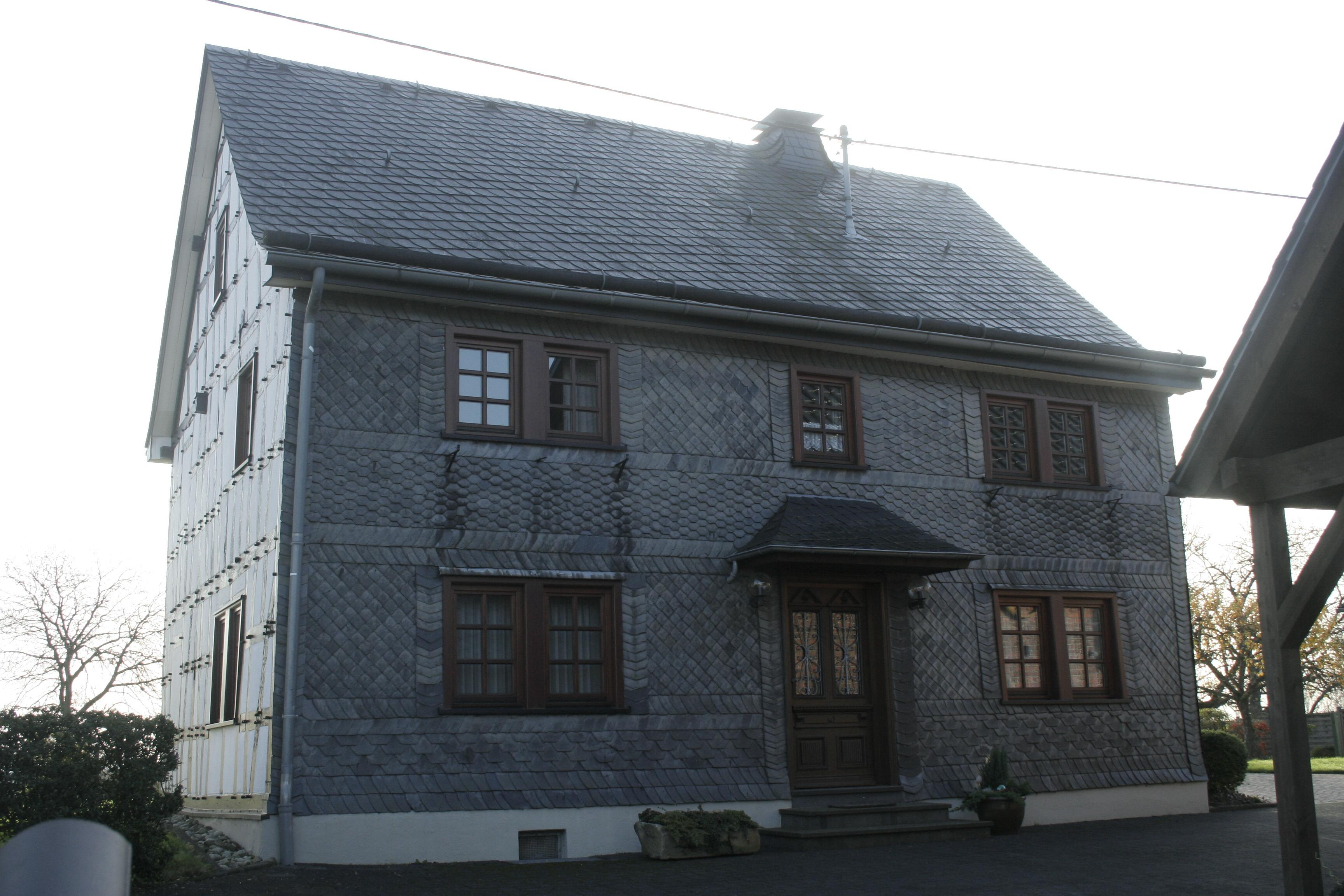
Altes Fachwerkhaus traditionell mit Schiefer verkleidet
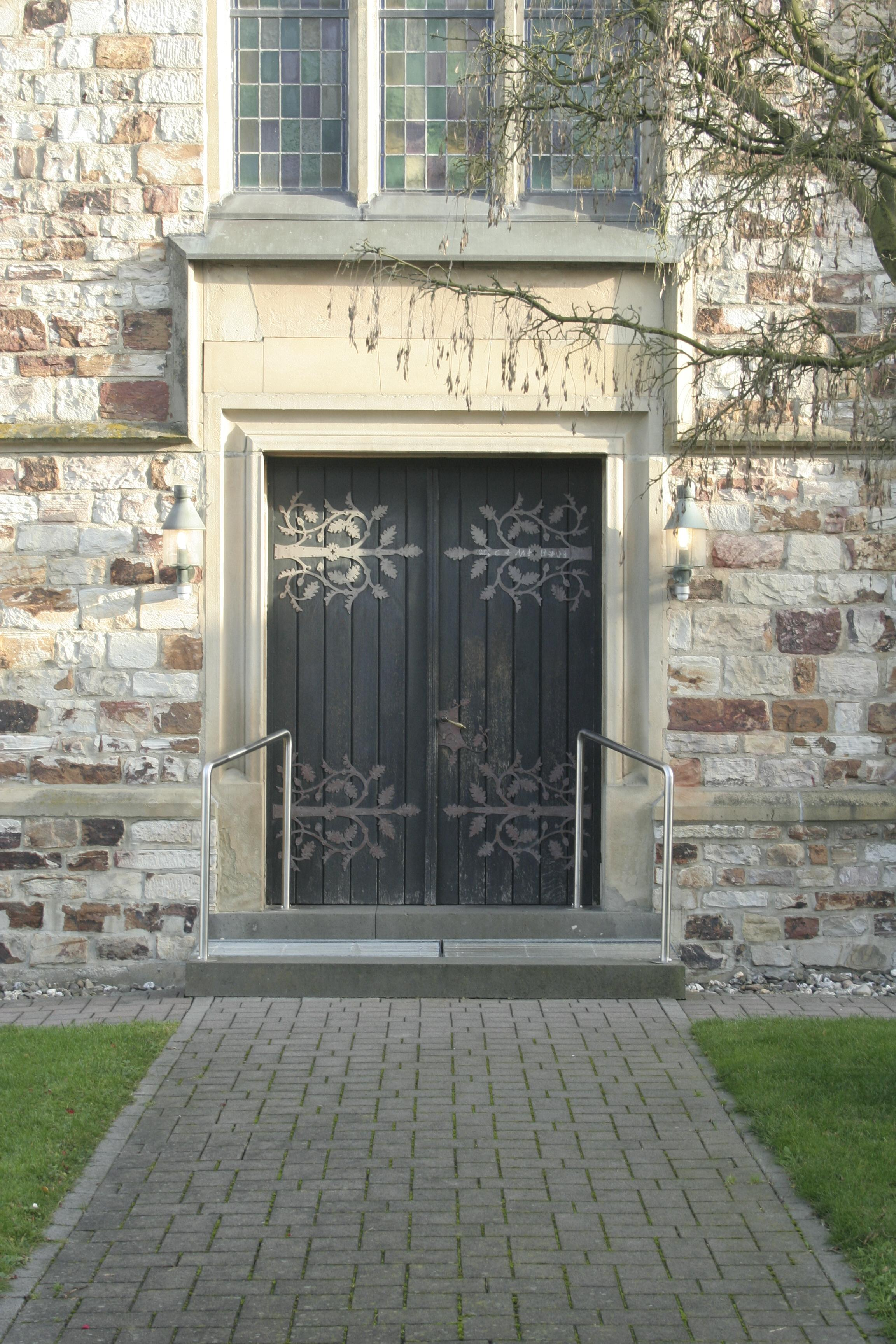
Eingangsportal der Kirche St. Josef

### Sport
Der Spiel- und Sportverein SSV Weyerbusch 1929 e.V spielt aktuell in der Fußballkreisliga A Westerwald/Sieg. Den größten Erfolg verbuchte der Club in der Saison 2003/2004 mit dem Aufstieg in die Bezirksliga Ost. Neben der Fußballabteilung unterhält der Verein noch Abteilungen für Tennis, Turnen, Handball und Ho Sin Do.

## Persönlichkeiten
- Amalie Raiffeisen (1846–1897), Tochter von Friedrich Wilhelm Raiffeisen, wurde in Weyerbusch geboren
- Friedrich Wilhelm Raiffeisen (1818–1888), Sozialreformer und Kommunalbeamter